# Passaporto serbo

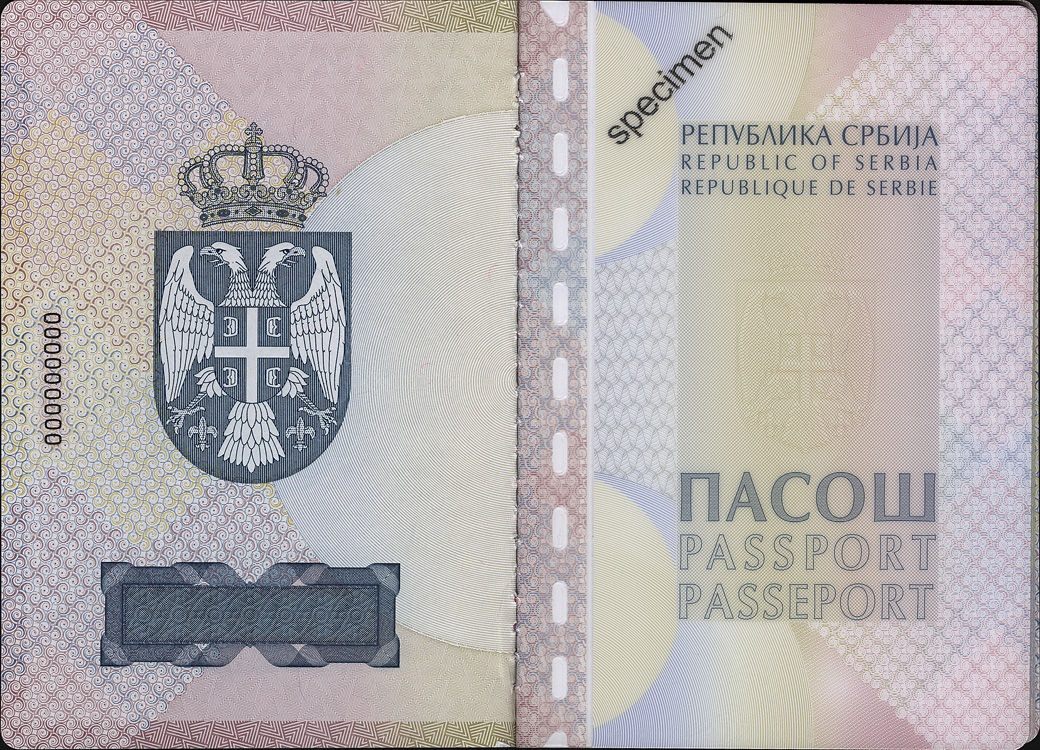
Seconda e terza pagina di un passaporto biometrico serbo

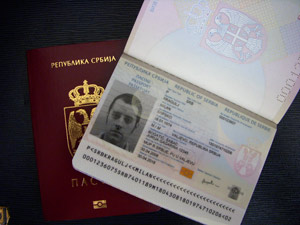
Pagina d'identità di un passaporto biometrico serbo

Il passaporto serbo (in serbo Пасош Републике Србије, Pasoš Republike Srbije) è un documento conferito a tutti i cittadini della Serbia che desiderano recarsi all'estero.
Il passaporto viene di regola conferito dal Ministero dell'Interno, tuttavia i cittadini serbi residenti all'estero hanno la facoltà di richiederlo presso l'ambasciata oppure presso i consolati della Repubblica di Serbia all'estero.
L'attuale passaporto della Serbia rispetta tutti gli standard europei e internazionali ed è in linea con la "legge sui documenti di viaggio" del 2007.

## Caratteristiche
Il passaporto serbo è di colore rosso borgogna, come quelli rilasciati dagli stati membri dell'UE. Sul frontespizio reca l'emblema della Repubblica e con la scritta in caratteri cirillici dorati: РЕПУБЛИКА СРБИЈА (Repubblica di Serbia) in alto e quella ПАСОШ (Passaporto) in basso. Le lingue utilizzate nel passaporto sono: serbo (in caratteri cirillici), l'inglese e il francese. Nel passaporto biometrico (e-passport), emessi dal 7 luglio 2008, compare anche l'apposito simbolo, sempre dorato,  .
Il passaporto ha 32 pagine per una eventuale applicazione dei visti turistici. Le pagine sono policromatiche e al centro vi è lo stemma nazionale della Repubblica.

## Validità e norme specifiche
Particolare è invece la situazione nella provincia secessionista serba a maggioranza albanese del Kosovo.
Secondo la Costituzione della Repubblica di Serbia anche i cittadini del Kosovo, sia serbi, sia albanesi hanno diritto a richiedere e utilizzare il nuovo passaporto. Tuttavia, a causa dell'ancora non risolta controversia sullo status del Kosovo, molti cittadini del Kosovo non possono viaggiare liberamente nell'Unione europea benché possessori di regolare passaporto biometrico serbo. Dopo la proclamazione d'indipendenza avvenuta nel 2008 il governo del Kosovo ha cominciato a produrre anche passaporti propri e dunque molti abitanti della regione possiedono sia il passaporto della Serbia che quello del Kosovo inteso come stato.
I possessori di un passaporto serbo sono tra i pochi ai quali non serve alcun tipo di visto per l'entrata nella Federazione Russa e godono di importanti facilitazioni anche per l'ingresso nella Repubblica Popolare Cinese.
I cittadini serbi residenti in patria possono ottenere il passaporto pagando una tassa di 20 euro e aspettando in genere una settimana.
Dal novembre 2009 i cittadini della Repubblica di Serbia possono viaggiare liberamente nei paesi dell'Unione Europea senza obbligo di visto, nonché nei paesi facenti parte della zona Schengen come ad esempio la Svizzera.
Non sono necessari visti neppure per gli altri paesi che un tempo facenti parte dell'ex-Jugoslavia e in Bosnia e Montenegro i cittadini serbi possono accedere anche con la sola carta di identità.

## Regime dei visti per i cittadini serbi

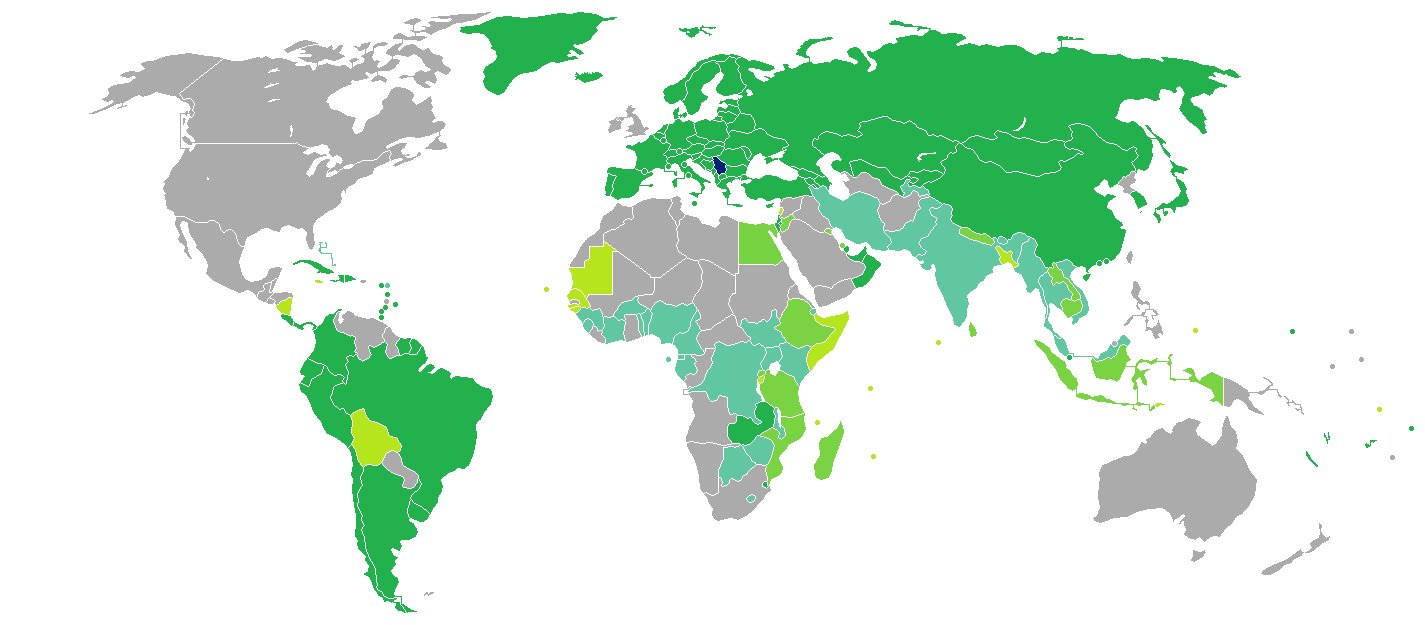
Repubblica di Serbia
Viaggi senza visto
Visto disponibile all'arrivo
Senza visto "per lavoro"
Senza visto per diplomatici e possessori del passaporto speciale serbo
Visto necessario

Repubblica di Serbia
     Viaggi senza visto
     Visto disponibile all'arrivo
     Senza visto "per lavoro"
      Senza visto per diplomatici e possessori del passaporto speciale serbo
     Visto necessario